# Molibdenita
La molibdenita és un mineral de la classe dels sulfurs que pertany i dona nom al grup molibdenita de minerals. Rep el seu nom del grec molubdos, 'plom'.

## Característiques

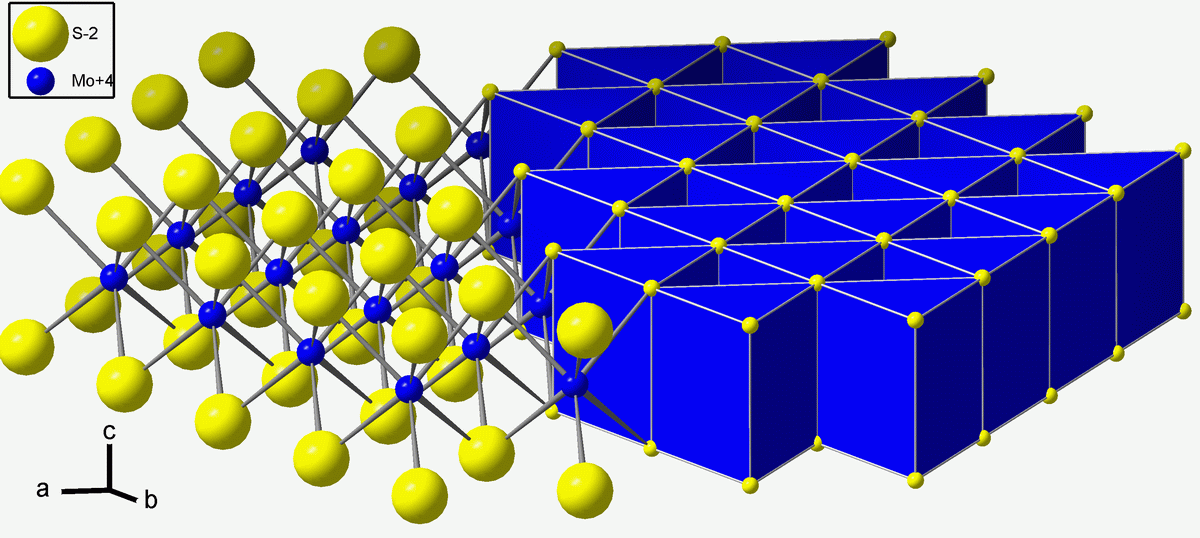
Estructura cristal·lina de la molibdenita

La molibdenita és un disulfur de molibdè, amb fórmula MoS₂. Es fa servir en el camp de l'electrònica i en la indústria química. Es pot confondre amb el grafit. Cristal·litza en el sistema hexagonal, formant cristalls hexagonals prims, tot i que també se'n troba de forma massiva i lamel·lar.
La molibdenita conté sempre l'element reni, normalment en quantitat de parts per milió (ppm), però sovint fins proporcions de fins a 1–2%. La molibdenita és essencialment l'única font de reni. Els isòtops de molibdenita serveixen per a la datació geocronològica, ja que conté un isòtop radioactiu (reni-187), i el seu isòtop relacionat osmi-187 es pot mesurar i saber l'edat de formació de les roques que en contenen.
Segons la classificació de Nickel-Strunz, la molibdenita pertany a «02.EA: Sulfurs metàl·lics, M:S = 1:2, amb Cu, Ag, Au», juntament amb els minerals següents: silvanita, calaverita, kostovita, krennerita, berndtita, kitkaita, melonita, merenskyita, moncheita, shuangfengita, sudovikovita, verbeekita, drysdal·lita, jordisita i tungstenita.

### Usos
La molibdenita té un efecte lubricant, que és conseqüència de la seva estructura en capes. L'estructura atòmica consta d'un full d'àtoms de molibdè amb una capa a dalt i a sota d'àtoms de sofre. En electrònica, la molibdenita té avantatges sobre el silici i el grafè, i la molibdenita es creu que podrà permetre fer transistors més petits i més eficients energèticament.

## Formació i jaciments
Se'n troba en pocs jaciments, en dipòsits hidrotermals d'alta temperatura. Els seus minerals associats inclouen pirita, quars i fluorita. Hi ha importants dipòsits de molibdenita en llocs on hi ha mines de molibdè, com els de Questa, Nou Mèxic i Henderson (Colorado). També es troba molibdenita en dipòsits de coure d'Arizona, Utah i Mèxic.

## Varietats
Es coneixen dues varietats de molibdenita:
- La femolita, probablement una molibdenita fèrrica o una barreja amb fórmula (Mo,Fe)S₂.[4]
- La molibdenita rènica, una varietat que conté reni.[5]

## Grup molibdenita
El grup molibdenita està integrat per tres espècies minerals.
| Espècie      | Fórmula |
| ------------ | ------- |
| Drysdal·lita | MoSe₂   |
| Molibdenita  | MoS₂    |
| Tungstenita  | WS₂     |